# マンソン住血吸虫

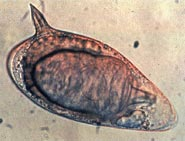
マンソン住血吸虫の虫卵。棘状の突起が特徴

マンソン住血吸虫（マンソンじゅうけつきゅうちゅう、学名：Schistosoma mansoni）は、住血吸虫科住血吸虫属に属する吸虫の1種。Biomphalaria属の淡水巻貝を中間宿主、ヒト、サル、ネズミを終宿主とし、門脈に寄生して腸管住血吸虫症を引き起こす。名前は、スコットランド出身の医師パトリック・マンソンが台湾でこの吸虫を見出したことにちなむ。
治療にはオキサムニキンが用いられる。ただし、アフリカ株は南米株と比べてオキサムニキンへの耐性を有することが報告されている。

## 形態
成虫は吸虫としては珍しく、細長い線虫のような形態をしている。雌雄異体で、終宿主には雄が抱雌管で雌を抱えた状態で寄生する。
雄は白く、体長1cm程度、太さは1mm程度である。雌は灰色で、体長はやや長く、雄と比べるとかなり細い。雌の重量のほとんどが生殖器で占められている。
消化管は口吸盤に始まり、食道が2分岐して再び1つにまとまったのち、行き止まりになっていて肛門はない。
虫卵は黄褐色で、側方部に刺状の突起がある。虫卵は小蓋を持たない。

## 生活環
虫卵は糞便とともに排出され、水中で成熟ミラシジウムが孵化する。
ヒラマキガイ科Biomphalaria属に属する巻貝を中間宿主としており、ミラシジウムはこの貝に出会うと体表から組織内へ侵入し、スポロシストに変態する。母スポロシスト、娘スポロシストの2世代を過ごした後、数千のセルカリアが生じる。なお、ベネズエラではアフリカマイマイも中間宿主となりうることが報告されている。
セルカリアは日中に貝から水中へ泳ぎ出し、終宿主と出会うと皮膚から体内へ侵入する。このとき、セルカリアは皮膚を這って毛嚢などの好適部位を探し出し、タンパク質分解酵素を分泌して頭部を皮膚組織へ侵入させる。頭部はシストソミューラに変態し、皮膚に数日留まったあと血流に乗って肺へ移動する。成虫は肝臓の類洞へたどり着くとつがいをつくり、血流に逆らって腸間膜静脈に移動して産卵を始める
雌の成虫は雄の抱雌管にはさまれている。雄は雌がいてもいなくても正常に成熟できるが、それでも行動や生理には差が生じることが知られている。一方、雌は雄がいないと成熟できず、生殖器が発達しない。
マンソン住血吸虫の成虫は、大腸や盲腸の周囲の下腸間膜静脈に寄生し、1日あたり約300個の虫卵を毛細血管内皮に産卵する。虫卵は腸管内に入り込み、糞便と共に宿主体外へ排出される。

## ゲノム
ゲノムサイズはおよそ270 Mbpで、GC含量は34%である。ゲノムの約4割を反復配列が占めている。染色体は8対で、そのうち1対が性染色体である。受精の時点で染色体によって性が決定され、哺乳類とは逆に同型で雄 (ZZ)、異型で雌 (ZW)となる。
2009年にゲノムの概要が解読され、タンパク質分解酵素が多様化していることと、脂肪酸やステロールの生合成ができないことが特徴として示された。

## 分布
住血吸虫のなかでも広範囲に分布しており、アフリカ、中東、カリブ海沿岸、南米など世界で約8000万人が感染しているとされる。